# 纳齐姆·扎哈维
納齊姆·扎哈維（英語：Nadhim Zahawi、：‎、阿拉伯语：‎，1967年6月2日—）是一位英国保守党政治人物，曾任財政大臣、不管部大臣、保守黨主席、蘭加斯特公爵領地事務大臣、教育大臣、国会库尔德斯坦跨党派党团主席，現任下议院埃文河畔斯特拉特福选区议员。他还是国际互联网市场研究公司YouGov的联合创始人，曾任其首席执行官。

## 早年经历
扎哈维生于伊拉克巴格达，父母都是库尔德人，1976年萨达姆·侯赛因甫执政，扎哈维举家移民英国，时年9岁。
扎哈维曾在私校伊布斯托克宫学校和伦敦温布尔登的独立男校国王学院学校接受教育，后在伦敦大学学院学习化学工程，获得理学士学位。
毕业后入职采购公司Smith & Brooks Ltd，位至欧洲市场总监，后与保守党副主席杰弗里·阿彻的前发言人斯蒂芬·沙克斯普尔一起创建了YouGov，2005-2010年任CEO。
2022年7至9月，扎哈维擔任英國財相期間因為逃稅被英國稅務海關總署罰款數百萬英鎊。2023年1月29日，辛偉誠下令對查學禮的稅務問題展開道德調查，同時解除其不管部部長職務。